# Joanna Zachoszcz
Joanna Zachoszcz (Połczyn-Zdrój, 17 de abril de 1993) é uma maratonista aquática polaca.

## Carreira

### Rio 2016
Zachoszcz competiu nos 10 km feminino nos Jogos Olímpicos de Verão de 2016, ficando na 22ª colocação.